# تالڭجونت
تالڭجونت هي جماعة قروية في إقليم تارودانت بجهة سوس ماسة جنوب المغرب. وهي تضم 5816 نسمة، حسب الإحصاء العام للسكان والسكنى لسنة 2014.
يقع مركز الجماعة سوق الخميس تالكجونت على الطريق الإقليمية رقم 1733، بين أولاد برحيل وتڭوڭة، ويبعد مركز الجماعة عن مدينة تارودانت بـ 55 كلم.

## دواوير الجماعة
- دوار أيت سيدي بوزيد
- دوار السنس
- دوار إندرماس
- سوق الخميس تالكجونت (مركز الجماعة)
- دوار تلات
- دوار طوزومتان
- دوار المغزن
- دوار توكنسم
- دوار تزنيرين
- دوار تفركي
- دوار إفسفاس
- دوار الديا
- دوار إكروفلا
- دوار تيبيط
- دوار إداوبلال
- دوار تغواشت
- دوار أزغيمت
- دوار تكوشت
- دوار تخزنيت
- دوار زاوية المعدن
- دوار أشبارو
- دوار فوزارة
- دوار أفزا

## التعليم
قائمة المؤسسات التعليمية في تالڭجونت:
- المدرسة الجماعاتية ابن الفارض (المركزية: تالكجونت / الوحدات: إداوبلال - أشبارو - سنس - فوزارة - توكنسيم - تيبيبط - أفزا)
- مجموعة مدارس القادسية (المركزية: تفركي / الوحدات: تكوشت - تخزنيت - تغواشت - تزنيرين - الديا)
- إعدادية تالڭجونت، بمركز جماعة تالكجونت، وتتوفر على دار للطالب.

## النقل والطرق
يمكن الوصول لمركز جماعة تالڭجونت، إنطلاقاً من مدينة أولاد برحيل، عبر الطريق الإقليمية رقم 1733، وهي طريق معبدة. 
تتوفر سيارات للأجرة الكبيرة لنقل المسافرين بـ 7 دراهم تربط بين أولاد برحيل وتالكجونت.

## الاقتصاد
يعتمد اقتصاد المنطقة على القطاع الفلاحي بشكل كبير، كما أن المنطقة تشتهر بإنتاج العديد من الأعشاب الطبية، وتقوم جماعة تالڭجونت بتنظيم مهرجان الأعشاب الطبية والعطرية. 
تتوفر تالكجونت على دار الأعشاب العطرية والطبية في مركز الجماعة قرب السوق، وهي مختصة في إنتاج وتسويق المنتوجات المحلية.

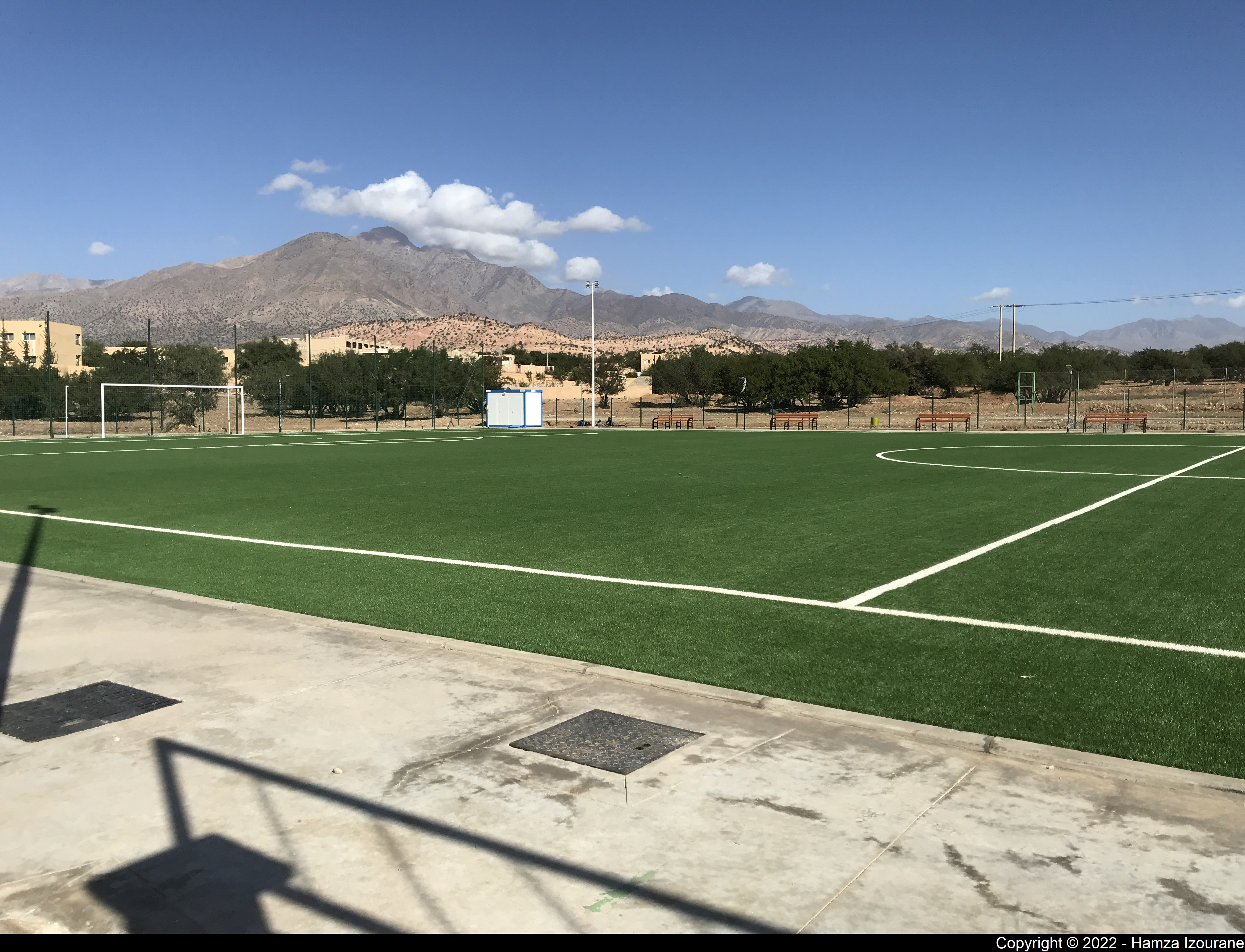
الملعب الجماعي الكبير في تالكجونت

## الصحة
يتوفر مركز الجماعة على مركز صحي.

## الرياضة
قطاع الرياضة عموماً في جماعة تالكجونت، يُمكن وصفه بكونه متطوراً مقارنة مع باقي الجماعات القروية في إقليم تارودانت. فالجماعة إستطاعت توفير مجموعة من البنيات التحتية الرياضية ومنها:
- المركب السوسيو رياضي للقرب: وهو مركب حديث تم تدشينه في تالڭجونت سنة 2012، ويحتضن العديد من الألعاب الرياضية، ككرة القدم المصغرة، وكرة السلة، وكرة اليد، والكرة الطائرة. إضافة إلى هذا يتوفر هذا المركب على قاعة كبيرة للأيروبيك، وقاعة للألعاب والإعلاميات، وخزانة تحوي العديد من الكتب، وتشمل مكانا لعقد الندوات والدورات التكوينية.[4]
- الملعب الجماعي الكبير: هو ملعب كبير بالعشب الاصطناعي يقع في مركز الجماعة، وتم تدشينه في سنة 2022.
- المسبح المغطى: هو مشروع قيد الدراسة يهدف إلى بناء مسبح مغطى بمواصفات عالية بمركز الجماعة.[5]

## الجمعيات
- جمعية تالكجونت للرياضة
- جمعية تالكجونت للتعليم الأولي والنقل المدرسي